# 広島工業大学専門学校
広島工業大学専門学校（ひろしまこうぎょうだいがくせんもんがっこう、英称=Hiroshima Institute of Technology Polytechnic）は、広島市西区福島町2丁目1-1に本部を置く日本の専門学校である。1984年に学校法人鶴学園により開設された。専門学校の略称は「HITP」または「広工大専」

## 建学の精神
「教育は愛なり」を建学の精神としている。広島国際学院大学・広陵高等学校 (広島県)もこれを建学の精神とする。
教育方針は「常に神と共に歩み社会に奉仕する」。

### 学風および特色
「職業実践専門課程認定」
専門学校の特色である資格取得と技術習得に加え、身につけたそれらを活用する「実践力」を重視。
大学全入時代の中、本来の日本文化に根付く "人間関係" を最重点項目としている。
また、民間企業経験者と私立・公立高校教員経験者が在職しており、技術と教育の両立に力を入れている。
学業優秀かつ皆勤に近い者は、グループである広島工業大学の編入試験の受験資格が得られる。（2年次または3年次編入）
専門学校には珍しくクラブ活動も充実しており、野球部・バスケットボール部が全国区で活躍しており、その他もマイコン部、写真部、サッカー同好会などが活動。

## 沿革
- 1984年4月 広島工業大学附属広島情報専門学校　開校。情報システム工学科　開設
- 1985年4月 建築グラフィック学科　開設
- 1987年4月 音響芸術学科　開設／映像メディア学科　開設
- 1990年12月 広島県「二級建築士試験及び木造建築士試験受験資格認定校」となる
- 1993年3月 国立シンガポール・ポリテクニック校と国際交流に関する覚書調印
- 1993年4月 建設省「一級建築士試験受験資格認定校」となる
- 1994年4月 広島工業大学専門学校に校名変更
- 1995年12月 建設省「1級・2級建築施工管理技術検定受験資格認定校」となる。建設省「1級・2級管工事施工管理技術検定受験資格認定校」となる
- 1997年4月 建築グラフィック学科専攻科　開設
- 1999年4月 測量土木工学科　開設。応用情報学科　開設。建設省「測量に関する専門の養成施設」に指定される
- 2003年4月 機械工学科　開設
- 2005年4月 電気工学科　開設。経済産業省「電気主任技術者の資格認定校」となる。経済産業省「電気工事士の養成施設」に指定される
- 2006年4月 情報システム学科　開設／CGクリエイティブ学科　開設
- 2007年4月 まちづくり環境デザイン学科　開設
- 2008年4月 ITスペシャリスト学科 開設
- 2009年4月 メディアデザイン学科 開設
- 2012年4月 情報学科　開設／音響・映像メディア学科　開設
- 2013年4月 土木工学科　開設予定

## 基礎データ

### 所在地
- 〒733-8533 広島市西区福島町2丁目1-1

### 交通アクセス
- JR：JR広島駅より西広島駅下車　徒歩約8分
- 市内電車：広島電鉄・宮島線または市内3番線利用。西観音町電停下車、徒歩約1分
- バスセンターから、バス、および市内電車で約15分
- 広島I.C、廿日市I.C、五日市I.Cから車で約20分

## 教育および研究

### 学科
- 建築学科
- 建築士専攻科
- ITスペシャリスト学科（３年課程）
- 情報学科（２年課程）
- 土木工学科
- 電気工学科
- 機械工学科
- 音響・映像メディア学科

## 専門学校関係者
広島工業大学専門学校の人物一覧（ひろしまこうぎょうだいがくのじんぶついちらん）は広島工業大学専門学校に関係する人物の一覧記事。

### 教職員
- 鶴虎太郎（校祖）
- 鶴襄（鶴学園名誉総長）
- 鶴衛（鶴学園理事長）

## 附属学校
- 広島工業大学
- 広島工業大学高等学校
- 広島なぎさ中学校・高等学校
- なぎさ公園小学校
- デネブ高等学校

## 公式サイト
- 広島工業大学専門学校

## 関連サイト
- 広島工業大学専門学校 野球部